# Hugo Speer
Hugo Speer est un acteur britannique, né le 17 mars 1968 à Harrogate, dans le Yorkshire du Nord.

## Biographie

### Jeunesse
Hugo Speer est né à Harrogate, et a été éduqué à la Harrogate Grammar School. Il a étudié la comédie à la Arts Educational School à Tring Park.

### Carrière
Il commence sa carrière d'acteur en apparaissant dans les séries télévisées The Bill et Heartbeat (en), et joue un rôle secondaire dans le film Bhaji on the Beach avant son premier rôle important de Guy dans le film The Full Monty. 
Il apparaît ensuite dans plusieurs films dont Swing (1999), Deathwatch, où il incarne le sergent David Tate, et L'Interprète (jouant le frère de Nicole Kidman). 
En 2008, il joue aux côtés de Martine McCutcheon dans Echo Beach. Speer fait également des narrations pour les séries ITV1, Cops with Cameras, The Bachelor et Seaside Rescue.
Il incarne le personnage de John Foster dans l'ultime épisode de la saison 4 de Skins.
Hugo Speer fait aussi de la narration pour un programme de Discovery HD appelé Gold Divers.
En 2013-2014, il joue le rôle de l'inspecteur Valentine dans la nouvelle version de Father Brown sur BBC TV  dans la première saison et dans le premier épisode de la deuxième saison.
En 2014, Speer interprète le capitaine de Tréville dans la série The Musketeers.
En 2022, pour les 25 ans du film The Full Monty, Disney+ produit une suite avec le casting original. Finalement il est renvoyé du tournage au bout de 4 épisodes pour « comportement inapproprié ». La série est diffusée en 2023.

### Vie privée
Il est marié à l'écrivain Vivienne Harvey depuis 2015. Ils ont deux filles.

## Filmographie
- 1984 : The Bill
- 1984 : Heartbeat
- 1984 : Bhaji on the Beach
- 1993-2009 : Heartbeat (en) : Vic Needham / Chris Rawlings
- 1997 : The Full Monty : Guy
- 1999 : Swing
- 2001 : Barnie et ses petites contrariétés: Mark
- 2002 : Deathwatch : sergent David Tate
- 2002 : L'Interprète (The Interpreter)
- 2002 : Men Behaving Badly
- 2002 : Clocking Off
- 2002 : The Last Detective
- 2003 : Boudica : Dervalloc
- 2005 : The Rotters' Club
- 2005 : Bleak House : sergent George
- 2006 : Sorted : Charlie King
- 2008 : Echo Beach : Mark Penwarden
- 2009 : Taggart : Ron Cassidy
- 2010 : Skins : John Foster
- 2010 : Moving On : Dave
- 2010 : Five Days : Supt Jim Carpenter
- 2011-2012 : Bedlam : Warren Bettany
- 2011 : Meurtres au paradis : Charlie Hulme
- 2011 : Haven : Louis Pufahl
- 2011 : Inspecteur Barnaby : Geoff Rogers
- 2011 : Les Enquêtes de Vera : Keith Mantel
- 2012 : Watson & Oliver : Jack
- 2013 : Common Ground
- 2013-2014 : Father Brown : inspecteur Valentine
- 2014-2016 : The Musketeers : capitaine Tréville
- 2018 : Britannia :  Lucius
- 2019-2022 : London kills :  Inspecteur principal David Bradford
- 2021 : Shadow and Bone : La Saga Grisha : le lieutenant Bohdan
- 2023 : The Full Monty, la série (The Full Monty) (série TV) : Guy